# Proasellus hurki
Proasellus hurki är en kräftdjursart som beskrevs av Magneiz och Henry 200. Proasellus hurki ingår i släktet Proasellus och familjen sötvattensgråsuggor. Inga underarter finns listade i Catalogue of Life.